# Saint-Cyr Ngam Ngam
Saint-Cyr Ngam Ngam (ur. 27 stycznia 1993 w Bangi) – środkowoafrykański piłkarz grający na pozycji prawego obrońcy. Od 2017 jest zawodnikiem klubu DFC 8ème Arrondissement.

## Kariera klubowa
Swoją karierę Ngam Ngam rozpoczął w klubie DFC 8ème Arrondissement. W sezonie 2012 zadebiutował w jego barwach w pierwszej lidze środkowoafrykańskiej. W latach 2012–2016 grał w gabońskim Stade Migovéen, a w latach 2016-2017 w kameruńskim Eding Sport FC. W sezonie 2017 wywalczył z nim mistrzostwo Kamerunu. W 2017 wrócił do DFC 8ème Arrondissement. W sezonie 2020/2021 został z nim mistrzem Republiki Środkowoafrykańskiej.

## Kariera reprezentacyjna
W reprezentacji Republiki Środkowoafrykańskiej Ngam Ngam zadebiutował 13 czerwca 2015 roku w przegranym 0:4 meczu kwalifikacji do Pucharu Narodów Afryki 2017 z Angolą.